# Camp 731
Camp 731 est un film d'horreur sino-hongkongais sorti en 1988 et réalisé par Mou Tun-fei. La musique du film est composée par Wang Liping.

## Synopsis
1945, le Japon est en guerre et commence à voir la défaite. L'empereur ordonne à des chercheurs de créer de nouvelles armes qui pourront retourner la situation face à l'ennemi. Est alors utilisé le camp 731, établi en secret, rempli de cobayes humains. 
Le film est inspiré de l'histoire vraie de l'Unité 731. Ce qui secoua l'opinion lors de la sortie en salles fut l'impossibilité de confirmer ou d'infirmer la véracité des tortures. Si celles des humains sont vraisemblablement des trucages, celle du chat jeté dans une fosse aux rats semble malheureusement réelle, faisant penser à la scène de la tortue de Cannibal Holocaust.
Interdit aux moins de 16 ans.

## Fiche technique
genre : drame , historique , horreur , guerre
Interdit aux moins de 16 ans.